# Dorthe Goeden

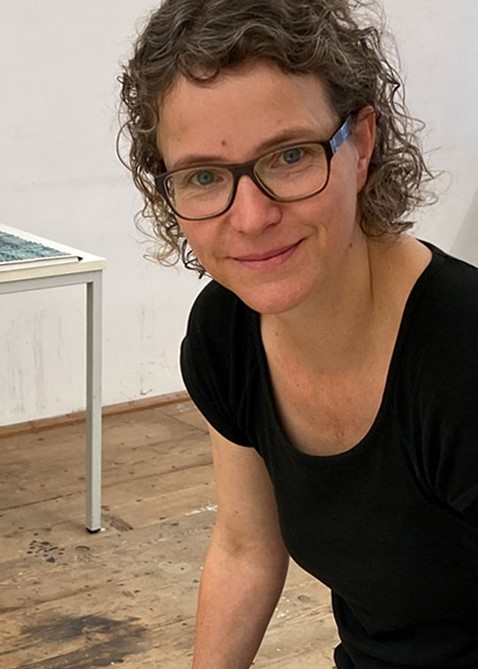
Dorthe Goeden

Dorthe Goeden (* 27. Juli 1975 in Adenau) ist eine deutsche Bildende Künstlerin.

## Leben
Nach ihrem Abitur im Jahr 1994 am Erich-Klausener-Gymnasium (EKG) in Adenau absolvierte Dorthe Goeden eine Berufsausbildung zur Schilder- und Lichtreklameherstellerin in Köln. Anschließend studierte sie ab 1997 zwei Semester an der Universität zu Köln Archäologie, Kunstgeschichte und Ethnologie und wechselte 1998 an die Fachhochschule Aachen. Dort absolvierte sie ein Studium im Fachbereich Gestaltung, das sie 2005 bei Christiane Maether mit dem Diplom abschloss. Seitdem ist sie als freischaffende Bildende Künstlerin tätig.
Von 2019 bis einschließlich Sommersemester 2021 unterrichtete Goeden als Lehrbeauftragte das Fachgebiet Künstlerische Grundlehre am Institut für Kunst/Kunstpädagogik des Fachbereichs Kultur- und Sozialwissenschaften an der Universität Osnabrück. Bereits seit dem Wintersemester 2018 lehrt sie an der Fakultät für Ingenieurwissenschaften und Informatik der Hochschule Osnabrück im Studiengang Media & Interaction Design das Fach Grundlagen der zeichnerischen Darstellung.
Goeden ist Mitglied im Deutschen Künstlerbund.
Sie lebt und arbeitet in Düsseldorf und Neuss.

## Werk
Grundlage der künstlerischen Arbeit von Dorthe Goeden ist die Linie, sowohl als grafisches als auch plastisches Element. Zeichnerisch reduziert sie Eindrücke auf wenige Linien, löst einzelne Fragmente aus Bildern heraus und setzt sie in neue Zusammenhänge. Ausgehend von der Beschäftigung mit Wahrnehmungs- und Erinnerungsprozessen finden diese Ausdruck in Papierarbeiten, Objekten und Installationen.
In ihren Zeichnungen thematisiert die Künstlerin oft Alltägliches und Flüchtiges. Reduktion und Rhythmisierung werden bildbestimmend. Reihungen und Spiegelungen begreift Dorthe Goeden als räumlich ordnende Systeme. Linien trennen oder verbinden. Als besonders prägnant erweisen sich hierbei ihre Papierarbeiten, die ausschließlich mit dem Skalpell geschnitten werden. Diese erarbeitet sie in unterschiedlichen Formaten und verschiedenartigen Papierqualitäten.
Im Spiel mit Form und Leere, Fläche und Raum, Licht und Schatten interessiert es die Künstlerin, die Zweidimensionalität einer Zeichnung zu überwinden, so dass die Arbeiten die Körperlichkeit einer Skulptur erhalten. Die so entstandenen Kompositionen erzeugen durch ihre motivische Orientierung architektonische wie auch organische Assoziationen.
So entsteht eine sensible, von Flächenformationen und Linienfragmenten getragene Struktur, ein dynamischer Balancezustand, der die Grenzen von Bild, Objekt und Raum hinterfragt. Dabei gelingt es Dorthe Goeden, Kunstwerke aus künstlerischen Visionen und handwerklicher Präzision zu schaffen.
Ihre Werke sind in Sammlungen vertreten und wurden im Rahmen von Kunst am Bau Wettbewerben im öffentlichen Raum realisiert. Mehrere Arbeiten befinden sich beispielsweise im Besitz des Landes Rheinland-Pfalz. 2023 erwarb das Land Oberösterreich eines ihrer Werke.

## Ausstellungen (Auswahl)
- 2007 Tür an Tür, Centre Culturel de Rencontre Abbaye de Neumünster, Luxemburg, LU
- 2008/2009 SOLITUDE – Landschaft im Aufbruch, Neues Kunsthaus Ahrenshoop und Nes Artist Residency, Skagaströnd, IS
- 2009 junger westen 2009, Kunsthalle Recklinghausen
- 2010 Curraint d’ajer 2010, Kulturzentrum NAIRS, Scuol, CH
- 2010 Große Kunstausstellung NRW Düsseldorf, Museum Kunstpalast, Düsseldorf
- 2012 HIER UND JETZT, Gustav-Lübcke-Museum, Hamm
- 2013 Schnitte, Kunstverein Speyer (mit Andrea Lange)
- 2014 the first cut is the deepest, Kunstverein Kreis Gütersloh
- 2015 An diesem Ort, möglicherweise, Kunstverein Emsdetten[8]
- 2016 Papier Biënnale Rijswijk, Museum Rijswijk, NL
- 2017 grass is always greener over there, Raum für Kunst, Aachen[9]
- 2017 Unkraut geht seltsame Wege, Niederrheinischer Kunstverein, Städtisches Museum Wesel (mit Hyun Gyoung Kim)[10]
- 2017 Spot on Nairs, NAIRS Zentrum für Gegenwartskunst, Scuol, CH
- 2018 nichts wird so, wie ich mich erinnere, Kunstverein Lemgo e. V., Galerie Eichenmüllerhaus, Lemgo
- 2019 Vorwand, Deutscher Künstlerbund, Berlin[11]
- 2019 Jahresgaben, Förderverein Aktuelle Kunst, Münster[12]
- 2020 Papier skulptural, Verein für aktuelle Kunst Ruhrgebiet e. V., Oberhausen
- 2020 Lineatur, Galerie Maurer, Frankfurt am Main[13]
- 2020 once/again, Städtische Galerie Lehrte[14]
- 2021 PAPIER, Kunstverein Bamberg, Villa Dessauer, Bamberg
- 2022 Refer/Reduce/Repeat, Dorthe Goeden und Verena Freyschmidt, Galerie Maurer, Frankfurt/Main
- 2022 FLUX4ART, Kunsthalle Mainz[15]
- 2022 Große Kunstausstellung NRW Düsseldorf, Museum Kunstpalast und NRW-Forum, Düsseldorf
- 2024 AB HEUTE FÜR IMMER, Dorthe Goeden und Dieter Call, „Galerie vorn und oben“, Eupen,[16]
- 2024 looking back forward, Wichtendahl Galerie, Berlin[17]

## Auszeichnungen, Stipendien und Arbeitsaufenthalte
- 2006 Löwenhof Förderpreis, Frankfurt am Main[18]
- 2010 Residenzstipendium Fundaziun Nairs, Scuol, CH
- 2010 Arbeitsstipendium Künstlergut Prösitz[19]
- 2011 Arbeitsstipendium Kunstverein Röderhof[20]
- 2011 1. Preis Kunst am Bau, Landesbetrieb Mobilität in Diez, Land Rheinland-Pfalz (Realisierung 2011)[21]
- 2013 Kunstpreis der Pfälzischen Sezession[22]
- 2014 1. Preis Kunst am Bau, Neubau Justizzentrum Bad Kreuznach, Land Rheinland-Pfalz; Realisierung 2017[21]
- 2021 1. Preis Kunst am Bau, Um- und Erweiterungsbau der Verbandsgemeindeverwaltung Mendig (Realisierung 2021)[21]
- 2023 Stipendium des Landes Oberösterreich im Atelierhaus Salzamt, Linz[23]
- 2023 Gastaufenthalt Raketenstation Hombroich, Neuss[24]
- 2025 Terra Arte Symposium, Ziegelei Hundisburg, Landkreis Börde